# 路西法山

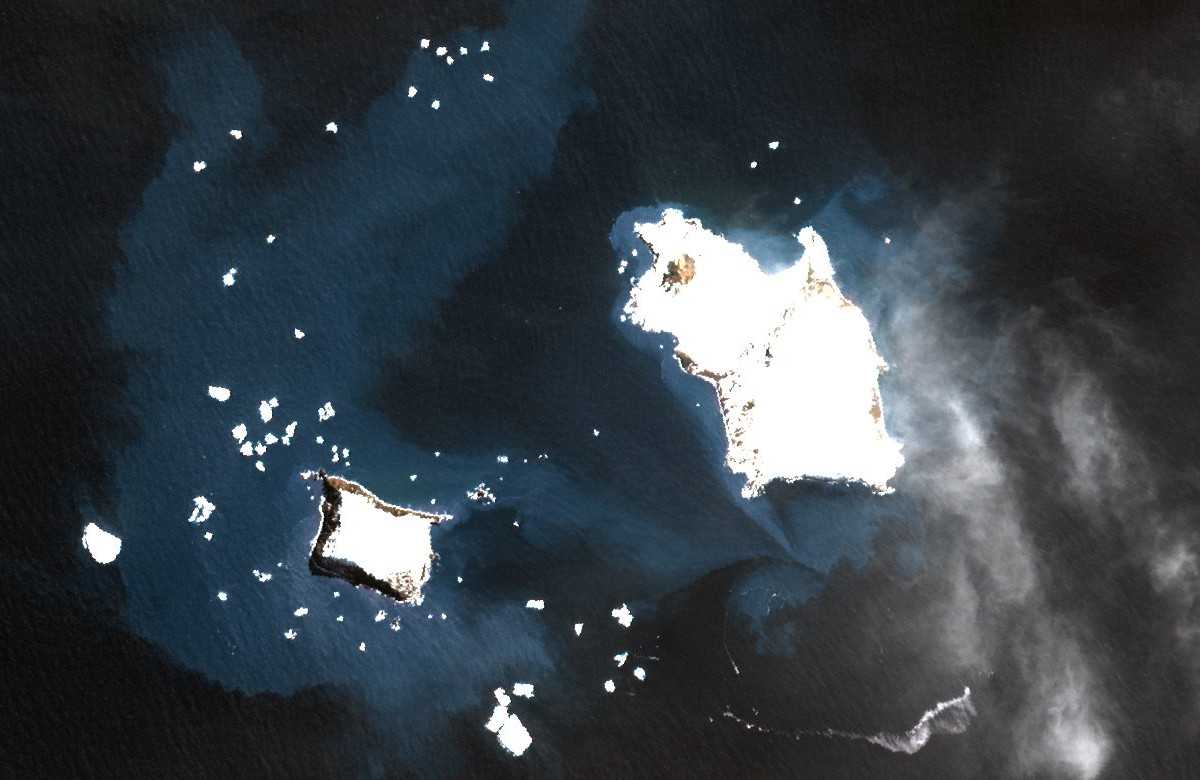
美国国家航空航天局卫星拍摄的南大西洋南桑威奇群岛的烛光岛和正谊岛的图像。

路西法山是南極洲的山峰，位於南桑威奇群島的坎德爾默斯島北部，該山峰在1964年英國皇家海軍巡邏艇保護者號時是島上最活躍的火山口之一，由英國南極名稱諮詢委員會命名。
57°4′S 26°42′W / 57.067°S 26.700°W